# Kijkwijzer
Kijkwijzer è il sistema di classificazione olandese per videogiochi e programmi TV attraverso due distinte fasce d'età e contenuto, regolato dalla NICAM.

## Classificazione

### Fasce età
| Simbolo | Significato                   |
| ------- | ----------------------------- |
|         | Per tutti                     |
|         | Inadatto ai minori di 6 anni  |
|         | Inadatto ai minori di 9 anni  |
|         | Inadatto ai minori di 12 anni |
|         | Inadatto ai minori di 14 anni |
|         | Inadatto ai minori di 16 anni |
|         | Inadatto ai minori di 18 anni |

### Fasce contenuto
| Simbolo | Significato                  |
| ------- | ---------------------------- |
|         | Violenza                     |
|         | Turpiloquio                  |
|         | Paura                        |
|         | Discriminazione              |
|         | Droga                        |
|         | Sesso                        |
|         | Sfide e acrobazie pericolose |